# Chris New
Chris New, né le 17 août 1981 à Swindon dans le Wiltshire en Angleterre, est un acteur et réalisateur britannique.

## Biographie
Il naît dans une famille du peuple, d'un père camionneur. Il a un frère aîné. Il quitte son milieu pour aller à Londres suivre les cours de la Royal Academy of Dramatic Art, dont il sort diplômé en 2006. Il fait ses débuts professionnels à l'été 2006 au White Bear Theater de Londres pour la pièce Arden of Faversham qui se passe à l'époque élisabéthaine. Ensuite il joue aux Trafalgar Studios aux côtés d'Alan Cumming dans Bent qui traite de la persécution des homosexuels pendant le Troisième Reich. Il enchaîne après cela les rôles au théâtre. Il est remarqué en 2009 à Londres dans la pièce de Simon Bent Prick Up Yours Ears où il joue Joe Orton. En septembre 2011, New joue le rôle-titre dans Edward II de Marlowe au Royal Exchange Theatre. Par la suite, il joue entre autres pièces, Smallholding de Chris Dunkley. Il met en scène The Precariat pendant l'été 2013 au Finborough Theatre qui remporte un grand succès.
Chris New fait ses débuts au cinéma en 2011 dans un film romantique, Week-end d'Andrew Haigh, où il interprète un des deux rôles principaux, celui de Glenn qui a une liaison d'un week-end avec  Russ (joué par Tom Cullen). Il dirige le court-métrage Tricking en  avril 2013 qui est remporte le premier prix du Nashville Film Festival. Il réalise en 2014 un film à petit budget A Smallholding dont il écrit le scénario conjointement avec Chris Dunkley.
Chris New est homosexuel et s'est déclaré publiquement tel en 2006 dans son milieu professionnel, après avoir mûrement réfléchi. Il s'est engagé dans un partenariat civil en 2011 avec son compagnon David Watson, designer graphiste.

## Filmographie
- 2011 Week-end ; acteur
- 2013 Ticking ; producteur, scénariste, réalisateur
- 2014 Chicken ; co-scénariste
- 2014 A Smallholding ; co-scénariste, réalisateur, ingénieur du son